# Lucian Boia
Lucian Boia (Bucarest, 1 de febrer de 1944) és un historiador romanès. És professor de la Facultat d'Història de la Universitat de Bucarest. Des del 1993 és director del Centre d'Història de l'Imaginari, depenent de la mateixa facultat. El seu llibre Istorie și mit în conștiința românească (Història i mite de la consciència romanesa) es considera un punt d'inflexió en la historiografia romanesa El 2020 va ser condecorat pel president d'Hongria. Destaca per la seva manera de qüestionar evidències i mites, com ara al seu llibre World War i: controversies, paradoxes, revisions.